# Britney Spears
Britney Jean Spears (McComb (Mississippi), 2 december 1981) is een Amerikaanse popzangeres, danseres en actrice. Ze brak op haar zeventiende door met het nummer ...Baby One More Time en is sindsdien een van de bestverkopende artiesten ter wereld. Ze wordt ook wel de Princess of Pop genoemd. Spears speelde daarnaast in enkele films, waaronder Crossroads uit 2002. In 2021 werd ze door Time genoemd als een van de honderd meest invloedrijke personen ter wereld. Sinds 2022 was Spears getrouwd met Sam Asghari, maar in 2023 zijn ze gescheiden. Ze heeft twee kinderen met haar ex-man Kevin Federline. Ze is de oudere zus van actrice Jamie Lynn Spears.
Aanvankelijk maakte Spears voornamelijk dancepopmuziek en had ze een grote invloed op de heropleving van het teen pop-genre. Na verloop van tijd ontwikkelde ze een meer volwassen stijl en begon ze te experimenteren met verschillende genres binnen de popmuziek. Haar vijfde album, Blackout uit 2007, wordt beschouwd als een keerpunt in haar carrière en werd geprezen door critici als haar beste album.
Naast haar succesvolle carrière kampte Spears met persoonlijke problemen. Ze werd onder andere beschuldigd van slechte zorg voor haar kinderen. Van 2008 tot 2021 stond ze onder curatele van haar vader en een curator, die niet alleen haar financiële zaken regelden, maar ook beslissingen namen over haar persoonlijke leven. Ondanks deze situatie bleef ze optreden en bracht ze meerdere albums uit. Het bewind over Spears leidde tot publieke verontwaardiging en resulteerde in de #FreeBritney-beweging, evenals een debat over bewindvoering in de politiek. Er zijn meerdere documentairefilms gemaakt over haar persoonlijke leven.

## Levensloop

### Jeugd en begin carrière
Spears werd geboren op 2 december 1981 in McComb, Mississippi. Tijdens haar jeugd volgde Spears dans-, gym- en zanglessen, waarmee ze verschillende plaatselijke talentenjachten won. Rond 1990 vloog ze samen met haar moeder naar Atlanta om auditie te doen voor The Mickey Mouse Club, maar ze was te jong. Niet veel later maakte ze haar debuut op Off-Broadway, in de musical Ruthless! In 1992 werd Spears alsnog toegelaten tot The Mickey Mouse Club, wat niet van lange duur was, want de show werd geannuleerd. Tijdens deze show ontmoette ze wel onder meer Christina Aguilera, Ryan Gosling en Justin Timberlake, met wie ze later een relatie kreeg.
In juni 1997 werd Spears gevraagd om in de meidengroep Innosense te komen zingen, maar haar advocaat Larry Rudolph vond het beter dat ze solo zou gaan. Hij liet Spears een professionele demo opnemen en stuurde deze naar verschillende platenlabels. Drie labels wilden haar niet, want zij waren meer op zoek naar popgroepen als de Backstreet Boys en de Spice Girls of wilden geen "tweede Madonna". Twee weken later belde Jive Records naar Rudolph, met de mededeling dat zo'n jong meisje, dat een emotioneel liedje zo mooi kon brengen, heel erg zeldzaam was. Na een aantal opnames werd besloten dat ze een contract aangeboden kreeg. In Zweden werd haar halve album opgenomen, met onder meer producent Max Martin.

### 1998–2000
Na terugkomst in de Verenigde Staten begon Spears een promotietournee voor haar debuutalbum, ...Baby One More Time. Met vier liedjes met twee achtergronddansers trad ze op in verschillende winkelcentra. Hierna begon haar eerste concerttournee als openingsact voor *NSYNC. Het album werd in januari 1999 uitgebracht en debuteerde op nummer één in de Amerikaanse Billboard 200 en was al na een maand twee keer platina. Het bereikte de top in vijftien landen en ging binnen een jaar meer dan tien miljoen keer over de toonbank waardoor het het bestverkochte album van een tiener aller tijden werd. Het liedje ...Baby One More Time werd gelanceerd als de leadsingle. Jive wilde de videoclip eigenlijk animeren, maar Spears hield dat tegen en kwam zelf met het idee om te dansen in een school. Op de eerste dag werden er vijfhonderdduizend exemplaren verkocht, waarmee het twee weken op nummer 1 stond in Amerika. Met deze single werd Spears ook genomineerd voor een Grammy Award: Best Female Pop Vocal Performance. Als promotie voor de single stond ze op de omslag van het Amerikaanse muziektijdschrift Rolling Stone, op een bed, met een kort broekje en een topje. Gelovige Amerikanen boycotten Spears hierom. Haar debuutalbum is inmiddels meer dan 25 miljoen keer verkocht.
Op 28 juni 1999 begon Spears met haar eerste tournee door Noord-Amerika, die goed werd ontvangen. In maart 2000 veranderde de naam van de tournee in Crazy 2k, waar ze ook nieuwe liedjes zong van haar tweede album, Oops!... I Did It Again, dat in mei 2000 uitkwam. Het album was een groot succes en kwam binnen op nummer 1 met 1,3 miljoen verkochte exemplaren in de eerste week, waarmee Spears nogmaals een record brak voor hoogste nieuwe binnenkomer van een debuterende soloartiest ooit. Het album is meer dan twintig miljoen keer verkocht. In 2000 begon Spears ook weer te toeren, ditmaal onder de naam Oops!... I Did It Again World Tour, wat 40,5 miljoen dollar opleverde.

### 2001–2003

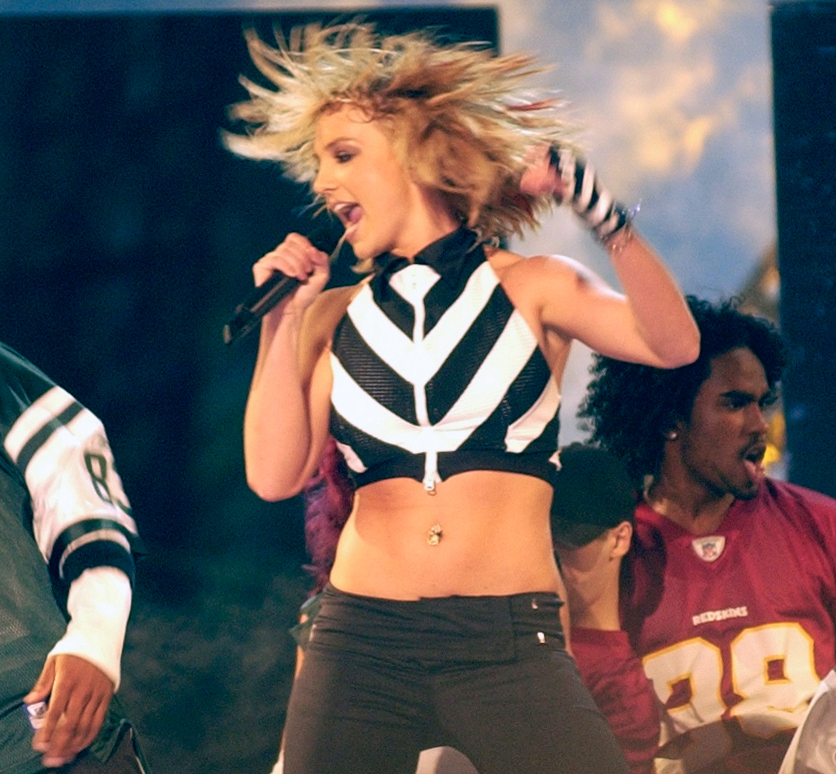
Spears tijdens een optreden in 2003

In februari 2001 tekende Spears een promotiecontract met Pepsi voor zeven tot acht miljoen dollar. Haar derde album, Britney, werd in november van hetzelfde jaar uitgebracht. Ook dit album kwam op nummer 1 binnen en het werd twaalf miljoen keer verkocht. Tijdens de uitreiking van de MTV Video Music Awards trad ze op met een slang, wat tot veel ophef leidde. Om het album te promoten ging ze de wereld rond met de Dream Within a Dream Tour, wat 43,7 miljoen dollar opbracht. Spears werd uitgeroepen tot invloedrijkste artiest van 2002.
In februari 2002 kwam haar debuutfilm Crossroads uit. De film boekte een redelijk succes, maar werd door zowel pers als de meerderheid van het publiek de grond ingeboord. De film kreeg acht Golden Raspberry Awards, waarvan uiteindelijk twee daadwerkelijk werden gewonnen: slechtste actrice en slechtste originele lied. Daarentegen werd Crossroads genomineerd voor twee MTV Movie Awards en twee Teen Choice Awards. VH1 bekroonde de film bovendien met de derde plaats in hun 'Top 100 Greatest Teen Movies'. In juni opende ze haar eerste restaurant, Nyla, in New York, maar dat ging in november alweer failliet.
In juli kondigde ze aan zes maanden vrij te nemen maar keerde in oktober alweer terug naar de studio om haar volgende album op te nemen. Haar relatie met Justin Timberlake kwam ten einde. Zijn single Cry Me a River werd als een uithaal naar Spears opgevat. Als antwoord schreef Spears Everytime. Ook zong ze samen met Christina Aguilera het lied Like a Virgin. Tijdens een optreden verscheen Madonna op het podium en ze zoenden elkaar. De zoen kreeg veel media-aandacht.
In november 2003 bracht Spears haar vierde album In the Zone uit. Ook dit album debuteerde op de eerste positie in de Verenigde Staten en hiermee werd Spears de eerste vrouwelijke artiest met vier achtereenvolgende nummer 1-albums. Het album werd meer dan tien miljoen keer verkocht. Op het album stonden de singles Me Against the Music, een duet met Madonna, Toxic, dat Spears haar eerste Grammy opleverde, Everytime en Outrageous.

### Compilatiealbums, moederschap, persoonlijke problemen enBlackout
Op 3 januari 2004 trouwde Spears met haar jeugdvriend Jason Allen Alexander in Las Vegas, maar na 55 uur waren de twee alweer gescheiden. In maart 2004 begon Spears aan The Onyx Hotel Tour om haar album In the Zone onder de aandacht te brengen. Op 8 juni viel ze echter, waarbij ze haar knie bezeerde en ze zowel haar tournee als de opnames voor een videoclip vroegtijdig moest stopzetten vanwege een knie-operatie.
Op 18 september trad ze voor de tweede maal in één jaar in het huwelijk, nu met danser Kevin Federline, die uit een voorgaande relatie met Shar Jackson al twee kinderen had. Spears en Federline filmden alles wat ze meemaakten tot aan het huwelijk voor haar eerste realityserie, Britney & Kevin: Chaotic. Na het uitbrengen van haar eerste parfum 'Curious', kondigde Spears een tweede onderbreking van haar carrière aan, bedoeld om een gezin te stichten. Greatest Hits: My Prerogative, haar eerste compilatiealbum, kwam uit in november. De gelijknamige single, een vertolking van Bobby Browns My Prerogative, en Do Somethin' werden een internationale hit. Het album werd wereldwijd ruim vijf miljoen keer verkocht.
Tegen het einde van 2004 bracht Spears een bezoekje aan een radiostation om een nieuwe demo, Mona Lisa, ten gehore te brengen. Dit zou de eerste single zijn van haar volgende album Original Doll. Dit album werd echter om onbekende redenen nooit uitgebracht. Op 14 september 2005 werd Spears' eerste zoon, Sean Preston Federline, geboren. In november 2005 verscheen haar eerste remix-compilatiealbum, B in the Mix: The Remixes, waarop elf remixes staan.
In februari 2006 haalde Spears het nieuws: ze had haar zoon, Sean, op schoot in de auto, waarna de kinderbescherming een bezoekje bracht. De reden hiervoor zou zijn dat ze een woordenwisseling met een fotograaf had gehad, en dat ze hiermee absoluut fout zat. Een maand later speelde ze een gastrol in de serie Will & Grace als de lesbische Amber Louise. In augustus stond ze naakt op de omslag van het Amerikaanse tijdschrift Harper's Bazaar. De foto werd vergeleken met Demi Moores foto's in de Vanity Fair van augustus 1991. Op 12 september 2006 werd Jayden James Federline geboren en twee maanden later vroeg Spears een scheiding aan met Federline; de verschillen tussen de twee waren te groot. De scheiding was rond in juli van 2007, Spears en Federline werden het eens over de voogdij.

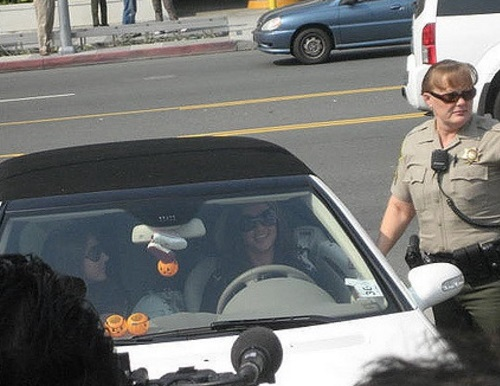
Britney Spears verlaat de rechtbank waar na de uitspraak over de voogdij over haar kinderen.

Spears' tante, met wie ze erg hecht was, overleed in januari aan de gevolgen van eierstokkanker. In februari verbleef Spears voor iets minder dan een dag in een ontwenningskliniek; de volgende nacht schoor ze haar hoofd kaal. De volgende weken zat ze in verschillende andere klinieken, waar ze telkens kort verbleef. Nadat ze een maand lang in de kliniek Promises had afgekickt, schreef ze een korte column op haar website met de tekst "I truly hit rock bottom. Till this day I don't think that it was alcohol or depression. [...] was like a bad kid running around with ADD." In mei gaf ze een aantal miniconcerten onder de noemer The M+M's Tour. Op 1 oktober raakte Spears de voogdij over haar kinderen kwijt. De reden hiervoor is echter nooit naar buiten gebracht.
In oktober 2007 kwam haar vijfde album Blackout uit. Het album werd nummer 1 in Canada en Ierland, en nummer 2 in de Verenigde Staten, Frankrijk, Japan, Mexico en Engeland. Met Blackout werd Spears de enige vrouwelijke artiest wier eerste vijf albums de top 2 behaalden. Er zijn van Blackout meer dan 3,1 miljoen exemplaren verkocht. Blackout wordt gezien als Spears' beste album, en het album staat in de top vijf van beste albums van het eerste decennium van de 21e eeuw volgens Times Online. De ontvangst van Blackout was commercieel echter minder dan haar vorige albums. Ook de singles presteerden matiger.
Ter promotie van Blackout trad Spears op tijdens de MTV Video Music Awards van 2007. Dit optreden werd wereldnieuws: het werd gezien als het slechtste optreden ooit tijdens de MTV Awards omdat Spears ongeïnteresseerd en zenuwachtig zou overkomen. Een paar dagen later werden er door MTV beelden naar buiten gebracht van de generale repetitie, waar alles wel goed ging. Vrij snel erna ging een vlog van vlogger Cara Cunningham viral met de naam Leave Britney Alone!. Hierop vraagt ze iedereen om Britney Spears met rust te laten en menswaardig te behandelen. Gimme More werd de eerste single. De tweede single Piece of Me werd in de hitlijsten veel beter ontvangen dan de eerste single. Derde single Break the Ice had iets minder succes. In december had Spears regelmatig relationeel contact met (inmiddels) voormalig paparazzi-fotograaf Adnan Ghalib.

### 2008–2010

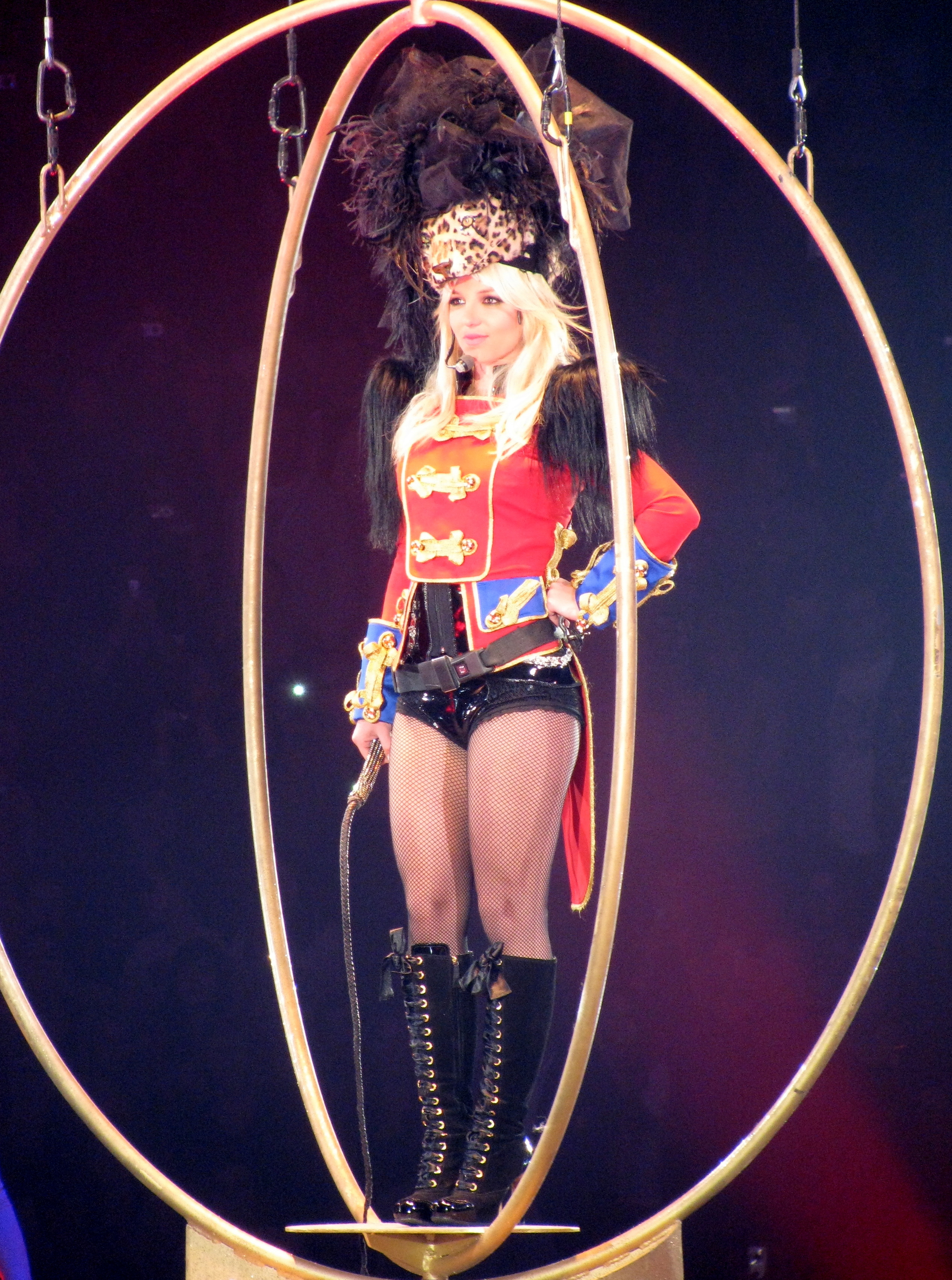
Spears tijdens een optreden van The Circus Starring Britney Spears.

Op 3 januari 2008 weigerde Spears haar kinderen af te geven aan de vertegenwoordigers van Federline. De politie kwam ter plaatse en haalde haar over om uit de badkamer te komen, waarna ze naar het ziekenhuis werd afgevoerd omdat ze onder invloed was van drugs. De volgende dag werd de omgangsregeling met haar kinderen geschorst, en Federline kreeg weer de volledige voogdij over Sean en Jayden. Op 31 januari werd Spears op onvrijwillige basis opgenomen in het Ronald Reagan UCLA Medical Center. Spears werd onder curatele geplaatst van haar vader, James Spears, en advocaat Andrew Wallet, met volledige controle over al haar bezittingen, waaronder de rechten van haar muziek en geld. Op 6 februari werd Spears uit de kliniek ontslagen, maar haar ouders waren openlijk teleurgesteld in de kliniek.
In maart had Spears een gastrol in de televisieserie How I Met Your Mother waarin ze een receptioniste speelde, ze kreeg positieve recensies voor haar optreden in de serie en bracht de serie haar hoogste kijkcijfers tot dat moment. In mei keerde ze terug in de televisieserie waarin ze de verhaallijn openhield voor een terugkeer in de toekomst. In juli werd er een begin gemaakt aan een nieuwe omgangsregeling, om haar kinderen wat vaker te mogen zien.
Op 7 september opende Spears de MTV Video Music Awards, met een vooropgenomen sketch samen met Jonah Hill. Ze kreeg voor Piece of Me drie prijzen: "Best Female Video", "Best Pop Video" en "Video of the Year". Twee dagen voor de opening van de MTV Awards begon de televisiezender met het filmen van de documentaire Britney: For the Record, waarin Spears een kijkje in haar dagelijks leven gaf en het opnemen van haar zesde album. De documentaire werd op 3 december uitgezonden in Nederland door RTL 4. Er keken 750.000 mensen naar.
Haar zesde album, Circus, kwam uit op 2 december 2008 en werd positief ontvangen. Ook dit album werd nummer 1 in de Verenigde Staten. Spears werd hiermee in de Verenigde Staten de jongste vrouwelijke artiest met vijf nummer 1-albums en behaalde zo een plek in het Guinness Book of World Records. Circus is meer dan vijf miljoen keer verkocht. De single Womanizer werd Spears' eerste nummer 1-hit na ...Baby One More Time. Ook deed Womanizer het internationaal goed en werd genomineerd voor een Grammy in de categorie "Best Dance Recording". Leadsingel Circus, If U Seek Amy en Radar werden ook als single uitgebracht.
In januari 2009 won Spears' vader James een rechtszaak voor een straatverbod voor voormalig manager Sam Lufti, ex-vriend Adnan Ghalib en advocaat Jon Eardley, die blijkens gerechtelijke documenten gedrieën zouden hebben samengespannen in een poging volledige controle over Spears' zaken en aangelegenheden te verkrijgen. Lufti, Ghalib en Eardley mogen de rest van hun leven niet binnen een straal van 250 meter van Spears zelf, haar bezittingen of familieleden komen. Spears begon op 3 maart 2009 aan haar tournee The Circus Starring Britney Spears. Met een brutowinst van 131,8 miljoen dollar had het de op vier na hoogste opbrengst van dat jaar.
The Singles Collection, het tweede verzamelalbum, kwam uit in november. 3 werd haar derde nummer 1-hit in Amerika, en was het eerste liedje dat vanuit het niets op 1 binnenkwam sinds drie jaar. Later in november bracht ze een applicatie voor de iPhone en iPod touch uit, genaamd It's Britney.
In mei 2010 bevestigden woordvoerders van Spears dat ze een relatie had met haar agent Jason Trawick, en dat ze daarom besloten hadden hun professionele relatie te beëindigen om zich zo te kunnen wijden aan hun persoonlijke relatie. In juli 2010 kwam haar eigen ontworpen kledinglijn uit bij Candie's. Op 28 september speelde ze een gastrol als zichzelf in de serie Glee.

### 2010–2012
In maart 2010 bevestigde het platenlabel dat Spears was begonnen aan de opnames van haar zevende album. Max Martin en Dr. Luke waren de uitvoerend producenten. Op 2 december van dat jaar maakte Spears bekend dat ze bijna klaar was met het album en dat het in maart 2011 zou uitkomen. De single Hold It Against Me verscheen op 10 januari 2011, exclusief op iTunes. Ze stond binnen enkele uren in 19 landen op nummer 1 in iTunes. Hold It Against Me werd op de eerste dag 705 keer gedraaid; het vorige record stond op naam van Mariah Carey, wier plaat 498 keer op één dag werd gedraaid. Hold It Against Me werd in Amerika 411.000 keer gedownload en kwam daarmee binnen op nummer 1 in de Billboard 100. Hiermee staat ze op een gedeelde 3e plek met meeste nummer 1-albums en is ze de enige artiest van wie de eerste zeven albums in de top 2 stonden. Op 2 februari werd bekend dat het album Femme Fatale zou gaan heten en op 29 maart zou uitkomen, in Nederland al op 25 maart. Haar tweede single van dit album is Till the World Ends. Haar derde single werd het nummer I Wanna Go. Beide nummers bereikten de top 10 in de VS, waarmee Femme Fatale het eerste album van Spears is waarvan drie singles de top 10 haalden. Ook in Canada, West-Europa en Australië waren deze singles succesvol. Vlak na de release van I Wanna Go begon Spears de Femme Fatale Tour, waarmee ze Noord-Amerika, Europa en Zuid-Amerika aandeed. Eind augustus bracht ze ook nog Criminal uit als vierde single.
Begin april 2011 is Britney te horen op een bewerkte versie van S&M, een hit van popzangeres Rihanna. Deze single wordt in enkele landen uitgebracht. In Canada en Amerika weet het de nummer 1-positie te veroveren. Dit wordt Spears' vijfde nummer 1-hit in haar thuisland.
Op 28 augustus was Spears aanwezig bij de MTV Video Awards. Ze won "Best Pop Video of 2011" en de "Michael Jackson Video Vanguard Award". Op 8 oktober bracht Britney de Femme Fatale Tour naar het Sportpaleis in Antwerpen, België, en op 19 oktober kwam Spears naar Nederland met haar Femme Fatale Tour. Op 6 oktober lekten er meerdere niet eerder uitgebrachte nummers van Spears uit. Een daarvan is Everyday, dat een outtake is van het album Circus. In november werd de Femme Fatale Tour uitgebracht op dvd. In december 2011, kondigen Britney en Trawick na een relatie van 2 jaar hun verloving aan.
In 2012 nam Spears plaats in de jury voor het tweede seizoen van het Amerikaanse televisieprogramma X Factor met Simon Cowell, Demi Lovato en L.A. Reid in de jury. Later in 2012 is zij ook te horen op Scream & Shout van will.i.am, dat de eerste positie in de Nederlandse Top 40 bereikte. Haar laatste eerste positie was Oops!...I Did It Again in 2000. In België was het haar eerste nummer 1-hit sinds Womanizer uit 2008 en stond acht weken op nummer 1 in de Ultratop 50.

### 2013–2014
In 2013 zong Spears het nummer Ooh La La in, de eerste single van de soundtrack voor de film The Smurfs 2, getiteld The Smurfs 2: Music from and Inspired By, die wordt uitgebracht op 23 juli 2013. Het nummer werd al op 17 juni 2013 uitgebracht.
Spears bevestigde via On Air with Ryan Seacrest, dat het nieuwe album uit zal komen in de herfst in 2013 en dat ze was overstapt naar RCA Records omdat Jive failliet ging. Het achtste album zou haar laatste project bij Jive zijn, omdat ze in 1997 een contract voor acht albums had getekend. Will.i.a.m is de executive producer van het album. In 2013 bevestigde ze dat Sia samen met haar aan een speciaal nummer heeft geschreven. De leadsingle van Britney Jean is Work Bitch dat oorspronkelijk uit zou komen op 17 september, maar omdat het nummer een dag eerder lekte, hadden ze de releasedatum een dag naar voren geschoven. De video van Work Bitch werd door de recensenten zeer goed ontvangen. Ook maakte Spears officieel bekend bij Good Morning America dat ze naar Las Vegas zal gaan voor een residencyshow. Deze situeert in het theater Planet Hollywood en de show krijgt de naam Britney: Piece of Me. Haar tweede single is genaamd Perfume. Dit nummer is geschreven door Sia Furler en door Britney zelf. Het nummer zou oorspronkelijk uitkomen op 5 november, samen met de pre-order datum van het album, maar men verschoof het twee dagen eerder naar 3 november. Spears onthulde tijdens een interview in Engeland in oktober 2013 dat haar nieuw album Britney Jean zal heten. Ze koos voor deze naam omdat haar naasten haar vaak zo noemen en omdat naar eigen zeggen dit haar meest persoonlijke album zal worden, vandaar Britney Jean. Het album zelf kwam uit op 3 december 2013. Het album debuteerde op nummer 4 in de VS, waar haar vorige albums (op Blackout na) altijd op nummer 1 binnenkwamen. In de rest van de wereld presteerde het album ook ondermaats.

### 2014-2020
In januari 2014 won Spears de award voor Favoriete Pop Artiest tijdens de veertigste People's Choice Awards. In augustus 2014 werd bekend dat Britney: Piece of Me doorgaat tot 27 februari 2015. Ook werd bekend dat Spears haar contract bij RCA Records had verlengd voor vier albums en dat ze was begonnen aan het schrijven en opnemen van nieuwe muziek. Op 4 mei 2015 kwam haar single Pretty Girls met Iggy Azalea uit. Het nummer presteerde matig in de Verenigde Staten en Europa. Spears is ook te horen op het album Déjà Vu van producer en dj Giorgio Moroder met een cover van Tom's Diner van Suzanne Vega. Ze ontving daarnaast tijdens de Teen Choice Awards van 2015 de Candie's Style Icon Award. In september 2015 maakte Spears bekend dat haar contract met Planet Hollywood is verlengd met twee jaar. Haar show Britney: Piece of Me is hierdoor nog in 2016 en 2017 in Las Vegas te zien. In november 2015 heeft Britney gezegd dat ze hard werkt aan haar nieuwe album en dat ze een nieuw lied heeft opgenomen.
Vanaf februari 2016 trad Spears op met een vernieuwde Piece of Me-show. De show bevatte nu nieuwe nummers als If U Seek Amy, I Love Rock 'n' Roll en de twee In the Zone-tracks Breathe on Me en Touch of My Hand. Ook hadden enkele nummers nieuwe choreografieën gekregen. Op 22 mei 2016 opende Spears de Billboard Music Awards met een medley van haar hits en ontving ze de Millennium Award. Voor het optreden, waarbij onder andere Womanizer, I'm a Slave 4 U en Toxic ten gehore werden gebracht, kreeg ze goede kritieken. Op 15 juli 2016 bracht ze haar eerste single Make Me... voor haar aanstaande negende studioalbum Glory uit, samen met G-Eazy. Glory kwam zelf uit op 26 augustus. Het album kreeg goede kritieken vanwege de sterke zang, de degelijke productie en het volwassen en experimentele geluid. Twee dagen na het uitkomen trad Spears op tijdens de Video Music Awards 2016, negen jaar na haar veel bekritiseerde Gimme More-optreden tijdens de VMA's van 2007. Ter promotie trad Spears ook nog op tijdens het iHeartRadio Music Festival in Las Vegas en het Apple Music Festival in Londen. Hierbij bracht ze onder andere Make Me... en Do You Wanna Come Over? van het nieuwe album Glory ten gehore.

### 2021 tot heden

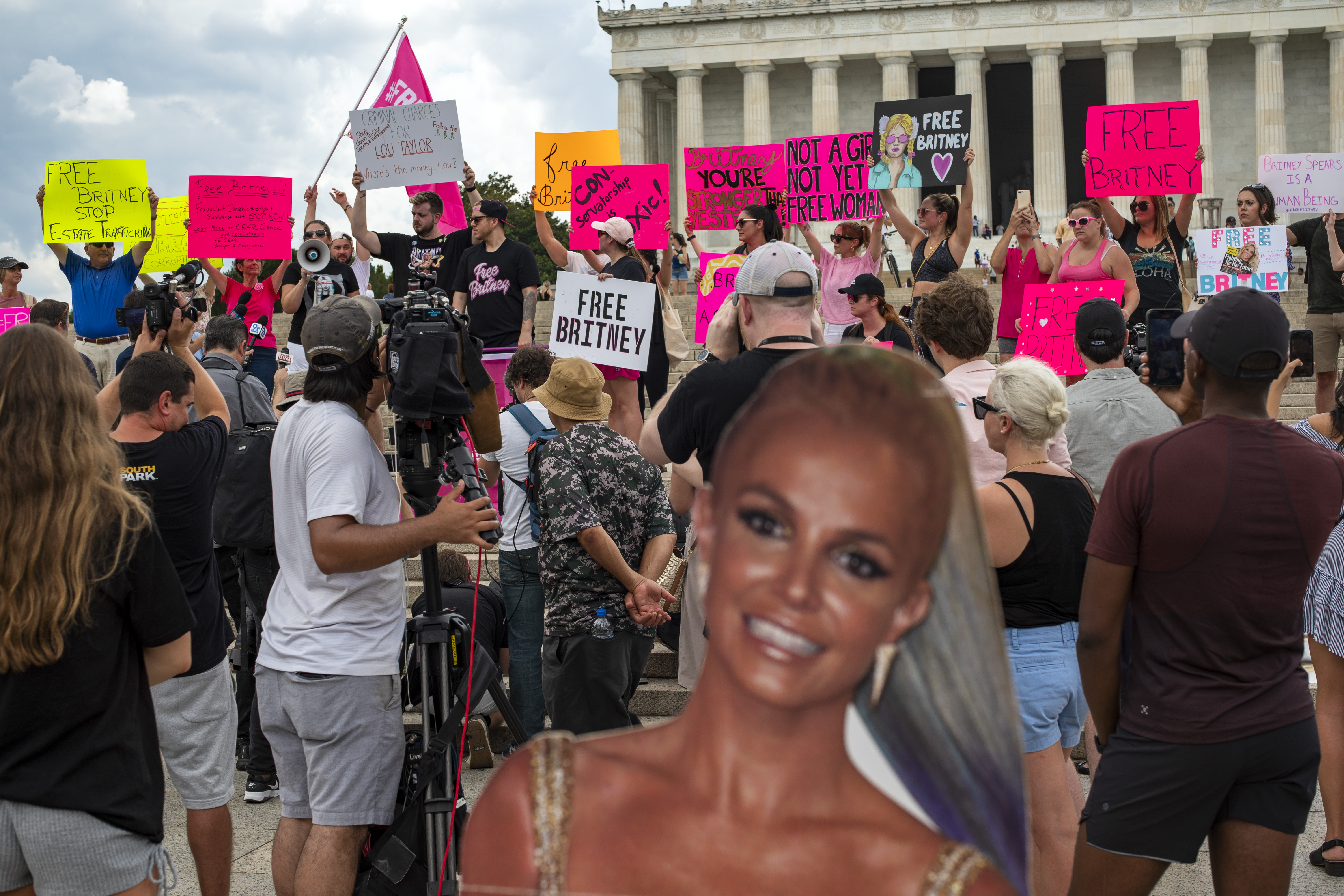
1. FreeBritney-protest in 2021

In 2021 verscheen de documentaire Framing Britney Spears waarin wordt ingegaan op de vraag waarom Spears anno 2021 nog steeds onder curatele staat (sinds haar inzinking in 2008) en waarin ook de #FreeBritney-beweging, gestart door een groep fans om hier aandacht voor te vragen, voorkomt. Ook laat de film de druk zien waar Spears al haar hele leven onder gebukt gaat.
Op 23 juni 2021 vond een "status hearing" plaats waarin het curatorschap werd besproken. Spears deed zelf via een audioverbinding haar eigen verhaal met betrekking tot het curatorschap. "Het curatorschap doet veel meer kwaad dan goed", zei de zangeres in haar betoog. Ze smeekte de rechter om haar vrij te laten. Eind september 2021 besliste een rechtbank in Los Angeles dat haar vader Jamie Spears geen bewindvoerder meer was van zijn dochter. Daarmee werd zijn voogdijschap over de persoon en de eigendommen van Britney Jean Spears beëindigd. Er werd ook een onderzoek opgestart naar eventuele wanpraktijken van Jamie Spears als bewindvoerder. Op 13 november 2021 werd Spears door de rechtbank na dertien jaar gevrijwaard van enig voogdijschap. Ze mag dus zelf weer beslissen waaraan ze haar geld uitgeeft en wat ze doet met haar leven.
In april 2022 maakte ze bekend zwanger te zijn van haar vriend Sam Asghari. Op 14 mei 2022 kwam ze met het nieuws een miskraam gekregen te hebben. Op 9 juni 2022 trad ze met Asghari in het huwelijk.

## Stijl
Het door Britney Spears uitgevoerde werk wordt vaak genoemd als schoolvoorbeeld van hitlijstpop. Dit type popmuziek meet het succes voornamelijk aan de hand van de verkoop en airplay van individuele hitsingles. Deze nummers worden grotendeels geproduceerd door professionele producers en zijn voornamelijk gericht op jonge tieners. Haar eerste twee albums, "...Baby One More Time" en "Oops!... I Did It Again", die beide zijn geproduceerd door de Zweedse producer Max Martin, voldoen aan dit profiel. Ondanks de hoge verkoopcijfers ontvingen deze albums echter vernietigende kritieken. Daarnaast bevatten haar nummer vaak zogenaamde hooks, korte aanstekelijke zinnen die makkelijk te onthouden zijn. Ook toen haar muziek experimenteler werd zouden deze hooks een belangrijk ingrediënt blijven.
Haar derde album, "Britney", en vierde album, "In the Zone", vertoonden echter een duidelijke evolutie naar een andere stijl. De nummers, geproduceerd door onder andere The Neptunes, bevatten voor het eerst ook muzikale bijdragen van Spears zelf en waren gedurfder. Daarnaast onderging haar imago een verandering. Met name het nummer I'm a Slave 4 U, met een mengeling van urban en R&B, wordt als keerpunt gezien waarin Spears haar imago als braaf schoolmeisje achter zich wilde laten. Dit resulteerde in een gunstigere beoordeling door invloedrijke popcritici. Het nummer Toxic viel op door een bijzondere combinatie van een dancenummer met invloeden van Bollywood, surfrock en klassieke muziek.
Het album "Blackout", dat werd uitgebracht tijdens Spears' moeilijke periode in 2007, werd geprezen door critici en geldt als het beste album uit haar carrière. Dit is het enige album waarbij Spears zelf de leidende producer was. Het album combineert elementen van dancepop en electropop, met invloeden van Eurodisco en dubstep. De muziek op dit album is artistieker en donkerder dan op haar eerdere albums. De teksten hebben meer diepgang en zijn persoonlijker en introspectiever van aard. De thema's op het album gaan onder andere over liefde, roem, omgaan met media-aandacht, seks en uitgaan. Met name het nummer Gimme More werd als vernieuwend gezien. Het nummer combineert een donker en tegelijkertijd seksueel geluid. Break the Ice had een afwijkende clip in de vorm van een anime waarin Spears een gevecht moet leveren en kloon van haarzelf vernietigd.
Hierna volgde het album "Circus", dat wordt gezien als een verlengstuk van "Blackout", maar iets luchtiger van toon is. Het album "Femme Fatale" heeft daarentegen een hardere elektronische sound met invloeden van onder andere dubstep. Op het album "Britney Jean", dat daarna verscheen, is onder invloed van will.i.am juist meer dance en house te horen.

## Cijfers en records
Volgens de Recording Industry Association of America is Spears de op zeven na bestverkopende vrouwelijke artiest van de Verenigde Staten met 34 miljoen RIAA-gecertificeerde albums. Ook is zij een van de bestverkopende artiesten in de wereld met een geschatte verkoop van 126 miljoen albums.
- Spears won haar eerste Grammy Award in 2005 voor "Best Dance Song" met het nummer Toxic.[23]
- Spears won haar eerste drie MTV Video Music Awards: Best Female Video, Best Pop Video en Best Video of the Year in 2008 met het nummer Piece of Me.[24]
- Spears heeft een eigen ster op de Hollywood Walk of Fame.[25]
- Spears kreeg in 2011 tijdens de MTV Video Music Awards de eerste Michael Jackson Video Vanguard Award.[26]
- Spears kreeg in 2016 als derde artiest, na Beyoncé en Whitney Houston, de Billboard Millennium Award.[27]

## Discografie

### Albums
| Album met eventuele hitnotering(en) in de Nederlandse Album Top 100 | Datum van verschijnen | Datum van binnenkomst | Hoogste positie | Aantal weken | Opmerkingen          |
| ------------------------------------------------------------------- | --------------------- | --------------------- | --------------- | ------------ | -------------------- |
| ...Baby One More Time                                               | 1999                  | 06-03-1999            | 3               | 76           | 3× Platina           |
| Oops!... I Did It Again                                             | 2000                  | 20-05-2000            | 1(2wk)          | 49           | 2× Platina           |
| Britney                                                             | 2001                  | 17-11-2001            | 11              | 36           | Platina              |
| In the Zone                                                         | 2003                  | 29-11-2003            | 9               | 33           | Goud                 |
| Greatest Hits: My Prerogative                                       | 2004                  | 13-11-2004            | 7               | 18           | Verzamelalbum / Goud |
| B in the Mix: The Remixes                                           | 2005                  | -                     |                 |              |                      |
| Blackout                                                            | 2007                  | 03-11-2007            | 14              | 10           |                      |
| Circus                                                              | 2008                  | 06-12-2008            | 10              | 12           |                      |
| The Singles Collection                                              | 2009                  | 28-11-2009            | 77              | 1            | Verzamelalbum        |
| Femme Fatale                                                        | 2011                  | 02-04-2011            | 7               | 8            |                      |
| Britney Jean                                                        | 2013                  | 07-12-2013            | 36              | 2            |                      |
| Glory                                                               | 2016                  | 26-08-2016            | 8               | 3            |                      |

| Album met hitnotering(en) in de Vlaamse Ultratop 200 albums | Datum van verschijnen | Datum van binnenkomst | Hoogste positie | Aantal weken | Opmerkingen          |
| ----------------------------------------------------------- | --------------------- | --------------------- | --------------- | ------------ | -------------------- |
| ...Baby One More Time                                       | 1999                  | 13-03-1999            | 2               | 69           | 4× Platina           |
| Oops!... I Did It Again                                     | 2000                  | 20-05-2000            | 1(3wk)          | 50           | 3× Platina           |
| Britney                                                     | 2001                  | 17-11-2001            | 3               | 42           | Platina              |
| In the Zone                                                 | 2003                  | 22-11-2003            | 7               | 37           | Goud                 |
| Greatest Hits: My Prerogative                               | 2004                  | 13-11-2004            | 5               | 26           | Verzamelalbum / Goud |
| Blackout                                                    | 2007                  | 03-11-2007            | 17              | 36           | Goud                 |
| Circus                                                      | 2008                  | 06-12-2008            | 7               | 38           | Goud                 |
| The Singles Collection                                      | 2009                  | 28-11-2009            | 50              | 11           | Verzamelalbum        |
| Femme Fatale                                                | 2011                  | 02-04-2011            | 8               | 25           |                      |
| Britney Jean                                                | 2013                  | 07-12-2013            | 32              | 11           |                      |
| Glory                                                       | 2016                  | 26-08-2016            | 3               | 8            |                      |

### Singles
| Single met eventuele hitnotering(en) in de Nederlandse Top 40 | Datum van verschijnen | Datum van binnenkomst | Hoogste positie | Aantal weken | Opmerkingen                                                |
| ------------------------------------------------------------- | --------------------- | --------------------- | --------------- | ------------ | ---------------------------------------------------------- |
| ...Baby One More Time                                         | 14-01-1999            | 06-02-1999            | 1(4wk)          | 22           | Nr. 1 in de Single Top 100 / Alarmschijf / Platina         |
| Sometimes                                                     | 04-06-1999            | 19-06-1999            | 1(2wk)          | 15           | Nr. 1 in de Single Top 100 / Alarmschijf / Goud            |
| (You Drive Me) Crazy                                          | 24-09-1999            | 25-09-1999            | 2               | 13           | Nr. 2 in de Single Top 100 / Alarmschijf                   |
| Born to Make You Happy                                        | 03-12-1999            | 11-12-1999            | 4               | 12           | Nr. 6 in de Single Top 100 / Alarmschijf                   |
| Oops!... I Did It Again                                       | 28-04-2000            | 29-04-2000            | 1(2wk)          | 13           | Nr. 1 in de Single Top 100 / Alarmschijf / Goud            |
| Lucky                                                         | 14-08-2000            | 12-08-2000            | 4               | 9            | Nr. 4 in de Single Top 100                                 |
| Stronger                                                      | 13-11-2000            | 25-11-2000            | 14              | 7            | Nr. 12 in de Single Top 100                                |
| Don't Let Me Be the Last to Know                              | 24-03-2001            | 24-03-2001            | 16              | 3            | Nr. 21 in de Single Top 100                                |
| I'm a Slave 4 U                                               | 24-09-2001            | 20-10-2001            | 6               | 9            | Nr. 9 in de Single Top 100 / Alarmschijf                   |
| Overprotected / Overprotected (Darkchild remix)               | 12-12-2001            | 12-01-2002            | 15              | 6            | Nr. 12 in de Single Top 100                                |
| I'm Not a Girl, Not Yet a Woman                               | 18-02-2002            | 09-03-2002            | 14              | 9            | Nr. 9 in de Single Top 100                                 |
| I Love Rock 'n' Roll                                          | 27-05-2002            | 01-06-2002            | 17              | 6            | Nr. 18 in de Single Top 100                                |
| Boys                                                          | 29-07-2002            | 31-08-2002            | 14              | 7            | met Pharrell Williams / Nr. 13 in de Single Top 100        |
| Me Against the Music                                          | 14-10-2003            | 15-11-2003            | 6               | 9            | met Madonna / Nr. 5 in de Single Top 100                   |
| Toxic                                                         | 13-01-2004            | 07-02-2004            | 4               | 11           | Nr. 6 in de Single Top 100                                 |
| Everytime                                                     | 10-05-2004            | 08-05-2004            | 3               | 11           | Nr. 4 in de Single Top 100                                 |
| My Prerogative                                                | 21-09-2004            | 30-10-2004            | 13              | 6            | Nr. 10 in de Single Top 100                                |
| Do Somethin'                                                  | 14-02-2005            | 12-02-2005            | 6               | 7            | Nr. 13 in de Single Top 100                                |
| Someday (I Will Understand)                                   | 18-08-2005            | 13-08-2005            | tip3            | -            | Nr. 36 in de Single Top 100                                |
| Gimme More                                                    | 20-09-2007            | 17-11-2007            | 32              | 2            | Nr. 35 in de Single Top 100                                |
| Piece of Me                                                   | 27-11-2007            | 12-01-2008            | tip4            | -            | Nr. 41 in de Single Top 100                                |
| Break the Ice                                                 | 04-03-2008            | 12-04-2008            | tip4            | -            | Nr. 61 in de Single Top 100                                |
| Womanizer                                                     | 03-10-2008            | 29-11-2008            | 21              | 4            | Nr. 8 in de Single Top 100                                 |
| Circus                                                        | 02-12-2008            | 17-01-2009            | 24              | 9            | Nr. 41 in de Single Top 100                                |
| If U Seek Amy                                                 | 10-03-2009            | 28-03-2009            | tip2            | -            | Nr. 63 in de Single Top 100                                |
| 3                                                             | 06-10-2009            | 10-10-2009            | tip2            | -            | Nr. 57 in de Single Top 100                                |
| Hold It Against Me                                            | 11-01-2011            | 22-01-2011            | 25              | 8            | Nr. 20 in de Single Top 100                                |
| Till the World Ends                                           | 04-03-2011            | 12-03-2011            | tip2            | -            | Nr. 29 in de Single Top 100                                |
| I Wanna Go                                                    | 13-06-2011            | 25-06-2011            | tip20           | -            |                                                            |
| Criminal                                                      | 30-09-2011            | 01-10-2011            | tip12           | -            |                                                            |
| Scream & Shout                                                | 20-11-2012            | 15-12-2012            | 1(7wk)          | 20           | met will.i.am / Nr. 1 in de Single Top 100                 |
| Ooh La La                                                     | 17-06-2013            | 29-06-2013            | tip13           | -            | Soundtrack The Smurfs 2                                    |
| Work Bitch                                                    | 17-09-2013            | 21-09-2013            | tip2            | -            | Nr. 45 in de Single Top 100                                |
| Perfume                                                       | 04-11-2013            | -                     |                 |              | Nr. 100 in de Single Top 100                               |
| My Only Wish (This Year)                                      | 14-11-2000            | -                     |                 |              | Nr. 57 in de Single Top 100                                |
| Make Me...                                                    | 22-04-2015            | 23-07-2016            | tip18           | -            | met G-Eazy                                                 |
| Slumber Party                                                 | 2016                  | -                     |                 |              | met Tinashe                                                |
| Hold Me Closer                                                | 2022                  | 26-08-2022            | 10              | 20*          | met Elton John / Nr. 33 in de Single Top 100 / Alarmschijf |

| Single met hitnotering(en) in de Vlaamse Ultratop 50 | Datum van verschijnen | Datum van binnenkomst | Hoogste positie | Aantal weken | Opmerkingen                                               |
| ---------------------------------------------------- | --------------------- | --------------------- | --------------- | ------------ | --------------------------------------------------------- |
| ...Baby One More Time                                | 1999                  | 20-02-1999            | 1(8wk)          | 24           | Nr. 1 in de Radio 2 Top 30/ Bestverkochte single van 1999 |
| Sometimes                                            | 1999                  | 12-06-1999            | 1(3wk)          | 17           | Nr. 1 in de Radio 2 Top 30                                |
| (You Drive Me) Crazy                                 | 1999                  | 25-09-1999            | 3               | 20           | Nr. 3 in de Radio 2 Top 30                                |
| Born to Make You Happy                               | 1999                  | 11-12-1999            | 5               | 16           | Nr. 5 in de Radio 2 Top 30                                |
| Oops!... I Did It Again                              | 2000                  | 29-04-2000            | 3               | 17           | Nr. 3 in de Radio 2 Top 30                                |
| Lucky                                                | 2000                  | 12-08-2000            | 9               | 12           | Nr. 9 in de Radio 2 Top 30                                |
| Stronger                                             | 2000                  | 25-11-2000            | 15              | 12           | Nr. 15 in de Radio 2 Top 30                               |
| Don't Let Me Be the Last to Know                     | 2001                  | 24-03-2001            | 13              | 10           | Nr. 3 in de Radio 2 Top 30                                |
| I'm a Slave 4 U                                      | 2001                  | 20-10-2001            | 6               | 15           | Nr. 6 in de Radio 2 Top 30                                |
| Overprotected                                        | 2002                  | 19-01-2002            | 9               | 11           | Nr. 9 in de Radio 2 Top 30                                |
| I'm Not a Girl, Not Yet a Woman                      | 2002                  | 16-03-2002            | 22              | 11           | Nr. 12 in de Radio 2 Top 30                               |
| I Love Rock 'n' Roll                                 | 2002                  | 08-06-2002            | 15              | 10           | Nr. 17 in de Radio 2 Top 30                               |
| Boys                                                 | 2002                  | 31-08-2002            | 7               | 9            | met Pharrell Williams / Nr. 5 in de Radio 2 Top 30        |
| Me Against the Music                                 | 2003                  | 15-11-2003            | 5               | 13           | met Madonna / Nr. 4 in de Radio 2 Top 30                  |
| Toxic                                                | 2004                  | 07-02-2004            | 6               | 14           | Nr. 5 in de Radio 2 Top 30                                |
| Everytime                                            | 2004                  | 15-05-2004            | 4               | 18           | Nr. 4 in de Radio 2 Top 30 / Goud                         |
| My Prerogative                                       | 2004                  | 06-11-2004            | 3               | 13           | Nr. 3 in de Radio 2 Top 30                                |
| Do Somethin'                                         | 2005                  | 26-02-2005            | 9               | 12           | Nr. 6 in de Radio 2 Top 30                                |
| Someday (I Will Understand)                          | 2005                  | 09-09-2005            | 17              | 7            | Nr. 13 in de Radio 2 Top 30                               |
| Gimme More                                           | 2007                  | 20-10-2007            | 5               | 18           |                                                           |
| Piece of Me                                          | 2008                  | 09-02-2008            | 36              | 9            |                                                           |
| Break the Ice                                        | 2008                  | 19-04-2008            | tip7            | -            |                                                           |
| Womanizer                                            | 2008                  | 11-10-2008            | 1(3wk)          | 21           | Goud                                                      |
| Circus                                               | 2008                  | 14-02-2009            | 37              | 10           |                                                           |
| If U Seek Amy                                        | 2009                  | 02-05-2009            | 16              | 11           |                                                           |
| 3                                                    | 2009                  | 17-10-2009            | 13              | 15           |                                                           |
| Hold It Against Me                                   | 2011                  | 22-01-2011            | 2               | 9            |                                                           |
| Till the World Ends                                  | 2011                  | 19-03-2011            | 12              | 18           |                                                           |
| I Wanna Go                                           | 2011                  | 06-08-2011            | 15              | 12           |                                                           |
| Criminal                                             | 2011                  | 03-12-2011            | 38              | 3            | Nr. 25 in de Radio 2 Top 30                               |
| Scream & Shout                                       | 2012                  | 01-12-2012            | 1(8wk)          | 31           | met will.i.am / Platina                                   |
| Ooh La La                                            | 2013                  | 22-06-2013            | tip11           | -            | Soundtrack The Smurfs 2                                   |
| Work Bitch                                           | 2013                  | 28-09-2013            | 14              | 10           |                                                           |
| Perfume                                              | 2013                  | 16-11-2013            | tip11           | -            |                                                           |
| It Should Be Easy                                    | 2013                  | 14-12-2013            | tip19           | -            | met will.i.am                                             |
| Pretty Girls                                         | 2015                  | 09-05-2015            | tip1            | -            | met Iggy Azalea                                           |
| Make Me...                                           | 2016                  | 23-07-2016            | tip33           | -            | met G-Eazy                                                |
| Slumber Party                                        | 2016                  | 03-12-2016            | tip             | -            | met Tinashe                                               |
| Hold Me Closer                                       | 2022                  | 26-08-2022            | 5               | 22           | met Elton John                                            |

### NPO Radio 2 Top 2000
| Nummers met noteringen in de NPO Radio 2 Top 2000 | '07  | '08-'20 | '21  | '22  |
| ------------------------------------------------- | ---- | ------- | ---- | ---- |
| ...Baby One More Time                             | 1895 | -       | -    | -    |
| Toxic                                             | -    | -       | 1863 | 1951 |

1. ↑  Een '-' betekent dat het nummer niet was genoteerd en een vetgedrukt getal geeft de hoogste notering van een nummer aan.
2. ↑  2007 was het eerste jaar met een notering voor Britney Spears.
3. ↑  Deze tabel is bijgewerkt tot en met de laatste editie (2024).

### Dvd's
| Dvd's met hitnoteringen in de Nederlandse Music Top 30 | Datum van verschijnen | Datum van binnenkomst | Hoogste positie | Aantal weken | Opmerkingen |
| ------------------------------------------------------ | --------------------- | --------------------- | --------------- | ------------ | ----------- |
| Time Out with Britney Spears                           | 1999                  | 04-12-1999            | 4               | 1            |             |
| Britney Spears: Live and More!                         | 2001                  | 24-03-2001            | 1(1wk)          | 11           |             |
| Live from Las Vegas                                    | 2002                  | 25-05-2002            | 7               | 3            |             |
| In the Zone                                            | 2004                  | 17-04-2004            | 19              | 3            |             |
| Greatest Hits: My Prerogative                          | 2004                  | 27-11-2004            | 12              | 2            |             |
| Live - The Femme Fatale Tour                           | 2011                  | 03-12-2011            | 21              | 4            |             |

| Dvd's met hitnoteringen in de Vlaamse Ultratop muziek-dvd top 10/20 | Datum van verschijnen | Datum van binnenkomst | Hoogste positie | Aantal weken | Opmerkingen |
| ------------------------------------------------------------------- | --------------------- | --------------------- | --------------- | ------------ | ----------- |
| In the Zone                                                         | 2004                  | 24-04-2004            | 6               | 5            |             |
| Greatest Hits: My Prerogative                                       | 2004                  | 27-11-2004            | 5               | 5            |             |
| Live - The Femme Fatale Tour                                        | 2011                  | 03-12-2011            | 9               | 8            |             |

- 2001: Britney: The Videos
- 2005: Britney & Kevin: Chaotic

### Videografie
| Jaar | Titel                              | Album                         | Regisseur                       |
| ---- | ---------------------------------- | ----------------------------- | ------------------------------- |
| 1998 | ...Baby One More Time              | ...Baby One More Time         | Nigel Dick                      |
| 1998 | Sometimes                          | ...Baby One More Time         | Nigel Dick                      |
| 1999 | (You Drive Me) Crazy               | ...Baby One More Time         | Nigel Dick                      |
| 1999 | Born to Make You Happy             | ...Baby One More Time         | Bille Woodruff                  |
| 1999 | From the Bottom of My Broken Heart | ...Baby One More Time         | Gregory Dark                    |
| 2000 | Oops!... I Did It Again            | Oops!... I Did It Again       | Nigel Dick                      |
| 2000 | Lucky                              | Oops!... I Did It Again       | Dave Meyers                     |
| 2000 | Stronger                           | Oops!... I Did It Again       | Joseph Kahn                     |
| 2001 | Don't Let Me Be the Last to Know   | Oops!... I Did It Again       | Herb Ritts                      |
| 2001 | I'm a Slave 4 U                    | Britney                       | Francis Lawrence                |
| 2001 | I'm Not a Girl, Not Yet a Woman    | Britney                       | Wayne Isham                     |
| 2001 | Overprotected                      | Britney                       | Bille Woodruff                  |
| 2002 | I Love Rock 'n' Roll               | Britney                       | Chris Applebaum                 |
| 2002 | Boys (ft. Pharrell Williams)       | Britney                       | Dave Meyers                     |
| 2003 | Me Against the Music (ft. Madonna) | In the Zone                   | Paul Hunter                     |
| 2004 | Toxic                              | In the Zone                   | Joseph Kahn                     |
| 2004 | Everytime                          | In the Zone                   | David LaChapelle                |
| 2004 | Outrageous                         | In the Zone                   | Dave Meyers                     |
| 2004 | My Prerogative                     | Greatest Hits: My Prerogative | Jake Nava                       |
| 2004 | Chris Cox megamix                  | Greatest Hits: My Prerogative | NVT                             |
| 2005 | Do Somethin'                       | Greatest Hits: My Prerogative | Bille Woodruff & Britney Spears |
| 2005 | Someday (I Will Understand)        | Chaotic                       | Michael Haussman                |
| 2007 | Gimme More                         | Blackout                      | Britney Spears, Jake Sarfaty    |
| 2007 | Piece of Me                        | Blackout                      | Wayne Isham                     |
| 2008 | Break the Ice                      | Blackout                      | Robert Hales                    |
| 2008 | Womanizer                          | Circus                        | Joseph Kahn                     |
| 2008 | Circus                             | Circus                        | Francis Lawrence                |
| 2009 | If U Seek Amy                      | Circus                        | Jake Nava                       |
| 2009 | Radar                              | Circus                        | Dave Meyers                     |
| 2009 | 3                                  | The Singles Collection        | Diane Martel                    |
| 2011 | Hold It Against Me                 | Femme Fatale                  | Jonas Åkerlund                  |
| 2011 | Till the World Ends                | Femme Fatale                  | Ray Kay                         |
| 2011 | I Wanna Go                         | Femme Fatale                  | Chris Marrs Piliero             |
| 2011 | Criminal                           | Femme Fatale                  | Chris Marrs Piliero             |
| 2012 | Scream & Shout                     | #willpower                    | Ben Mor                         |
| 2013 | Scream & Shout (Remix)             | #willpower                    | Ben Mor                         |
| 2013 | Ooh La La                          | The Smurfs 2                  | Marc Klasfeld                   |
| 2013 | Work Bitch                         | Britney Jean                  | Ben Mor                         |
| 2013 | Perfume                            | Britney Jean                  | Joseph Kahn                     |
| 2015 | Pretty Girls (ft. Iggy Azalea)     | Alleenstaande single          | Cameron Duddy                   |
| 2016 | Make Me... (ft. G-Eazy)            | Glory                         | Randee St.Nicholas              |
| 2016 | Slumber Party (ft. Tinashe)        | Glory                         | Colin Tilley                    |

## Tournees
- 1998: Hair Zone Mall Tour
- 1999: ...Baby One More Time Tour
- 2000: Crazy 2K Tour
- 2000: Oops...! I Did It Again World Tour
- 2001–2002: Dream Within a Dream Tour
- 2004: The Onyx Hotel Tour
- 2007: The M+M's Tour
- 2009: The Circus Starring Britney Spears
- 2011: Femme Fatale Tour

### Residencyshow
- 2013–2018: Britney: Piece of Me

## Documentaires
Over het leven van Britney Spears zijn verschillende documentaires gemaakt:
- Britney Ever After uit 2007 is een ongeautoriseerde biografie over het leven van Britney Spears.
- Britney: For the Record uit 2008 biedt een persoonlijk kijkje in het leven van Spears. Deze docu werd gemaakt toen ze al onder curatele stond. Ze doet hierin al kritische uitspraken over deze curatele.
- Framing Britney Spears uit 2021 over haar roem, haar persoonlijke drama's en over de negatieve beeldvorming door de pers.
- Britney vs Spears uit 2021 over de curatele waar ze jarenlang onder viel en haar strijd om hiervan bevrijd te worden.

### Bestseller 60
| Boeken met noteringen in de Nederlandse Bestseller 60 | Jaar van verschijnen | Datum van binnenkomst | Hoogste positie | Aantal weken | Opmerkingen |
| ----------------------------------------------------- | -------------------- | --------------------- | --------------- | ------------ | ----------- |
| The Woman in Me                                       | 2023                 | 01-11-2023            | 5               | 2            |             |